# Luxury ride feat.ZEEBRA
「Luxury ride feat.ZEEBRA」（ラグジュアリー・ライド フィーチャリング・ジブラ）は、ボーカルユニットFoxxi misQの2007年5月16日にリリースした通算4枚目のシングル。

## 解説
- 前作より4ヶ月ぶりのシングルで、1stアルバム『GLOSS』からの先行シングル。年始よりレコーディングが行われていたとみられる[1]が、この時期での発売となった。
- 初回限定盤の「CD+DVD」と、通常盤の「CDのみ」の2形態で発売。ジャケット・収録曲は同一。
- MC ZEEBRAがゲスト参加。これまでのシングルも実質的にはフィーチャリング作品であったが、タイトルにフィーチャリング相手の名前が表記されるのはこれが初となる。家族・友人等と過ごす時に感じる「心の豊かさ」を大切にしていこうというテーマの基唄われているミディアムアップナンバー。
- c/wの「NAKED」にはFU-TENのMC B-BANDJが参加。これまでになくPOPな曲調である。
- 本作の初回盤と、1stアルバム『GLOSS』初回盤とのダブル特典として、自身初のライブツアーへの招待が抽選で行われた。

## 収録曲

### CD
1. Luxury ride feat.ZEEBRA（作詞：Shoko Fujibayashi 作曲：Face 2 fAKE）
CDTV 5月度オープニングテーマ
2. NAKED（作詞：Shoko Fujibayashi 作曲：Face 2 fAKE）
3. Luxury ride feat.ZEEBRA［DJ WATARAI REMIX］
表題曲のリミックス
4. Luxury ride feat.ZEEBRA (less vocal)
5. NAKED (less vocal)

### DVD
1. Luxury ride feat.ZEEBRA VIDEO CLIP